# KWPN
Das KWPN (Koninklijk Warmbloed Paard Nederland) oder Niederländische Warmblut ist eine Pferderasse, deren vier Zuchtrichtungen Gelderländer, Tuigpaard, Springpaarden und Dressuurpaarden sind. Eines der bekanntesten Pferde dieser Rasse war das Dressurpferd Totilas.
Hintergrundinformationen zur Pferdebewertung und -zucht finden sich unter: Exterieur, Interieur und Pferdezucht.

## Exterieur

### Spring- und Dressuurpaarden
Das KWPN der Zuchtrichtung Spring- und Dressurpferd entspricht weitestgehend dem europäischen Standardtyp des Sportpferde-Warmbluts. Es ist kompakt gebaut, steht aber dennoch im Rechteckformat. Das Kaliber der Pferde schwankt, je nach Vollblutanteil.
Es besitzt einen dem Englischen Vollblut ähnlichen Kopf mit ruhigem, intelligentem Ausdruck, sowie einen kräftigen Hals. Die Vorhand ist wohlgebaut, die korrekt gestellten, gesunden Gliedmaßen zeigen viel Knochenstärke.
Innerhalb dieser Zuchtrichtung sind alle Grundfarben vertreten, am häufigsten sieht man aber Braune und Dunkelbraune. Das Stockmaß beträgt mindestens 162 cm.

### Tuigpaard

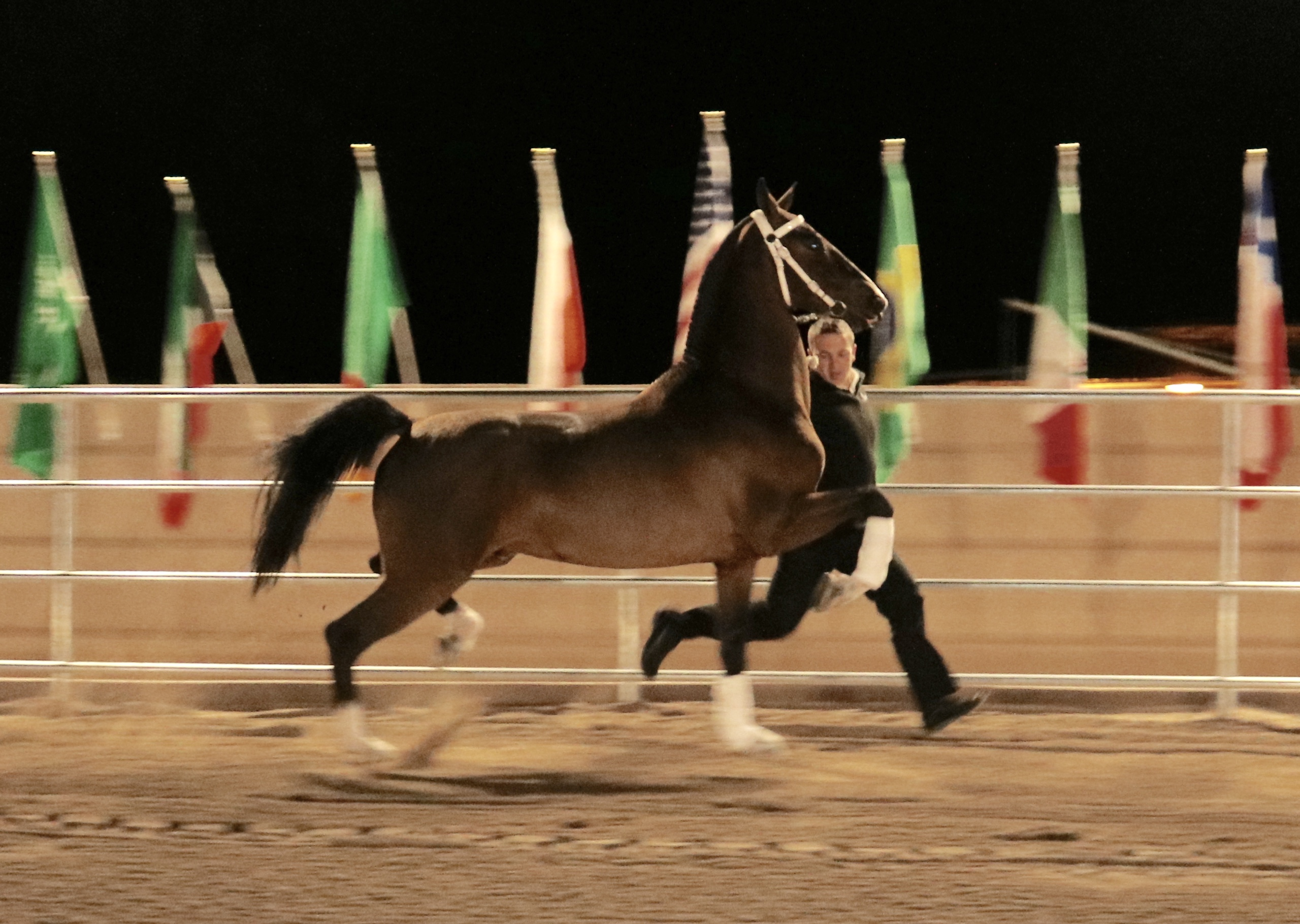
Tuigpaard-Hengst. Anzumerken ist, dass Braune in dieser Zuchtrichtung unerwünscht sind

Das Tuigpaard ist ein mittelgroßer Warmblüter durchschnittlichen Kalibers. Allerdings unterscheidet sich die auch Holländisches Wagenpferd genannte Zuchtrichtung stark von den Sportpferden. Es zeichnet sich durch einen großen, langen Kopf mit kleinen Augen und leicht ramsnasigen Profil, einen hoch angesetzten Hirschhals, eine steile Schulter sowie einen knappen Widerrist aus. Weitere Kennzeichen sind ein langer, teils seichter Rücken mit anschließender waagerechter Kruppe, zumeist geschnürte, inkorrekt gestellte Vordergliedmaßen (stark unterständig, sowie zeheneng oder -weit), eine kurze sowie steile Fesselung und große Hufe mit hohen Trachten.
Es ist vorwiegend als Fuchs anzutreffen, seltener treten Rappen auf und in Ausnahmefällen auch Schimmel. Braune sind unerwünscht. Die Widerristhöhe liegt bei Stuten über 158 cm, bei Hengsten über 160 cm.

### Gelderländer

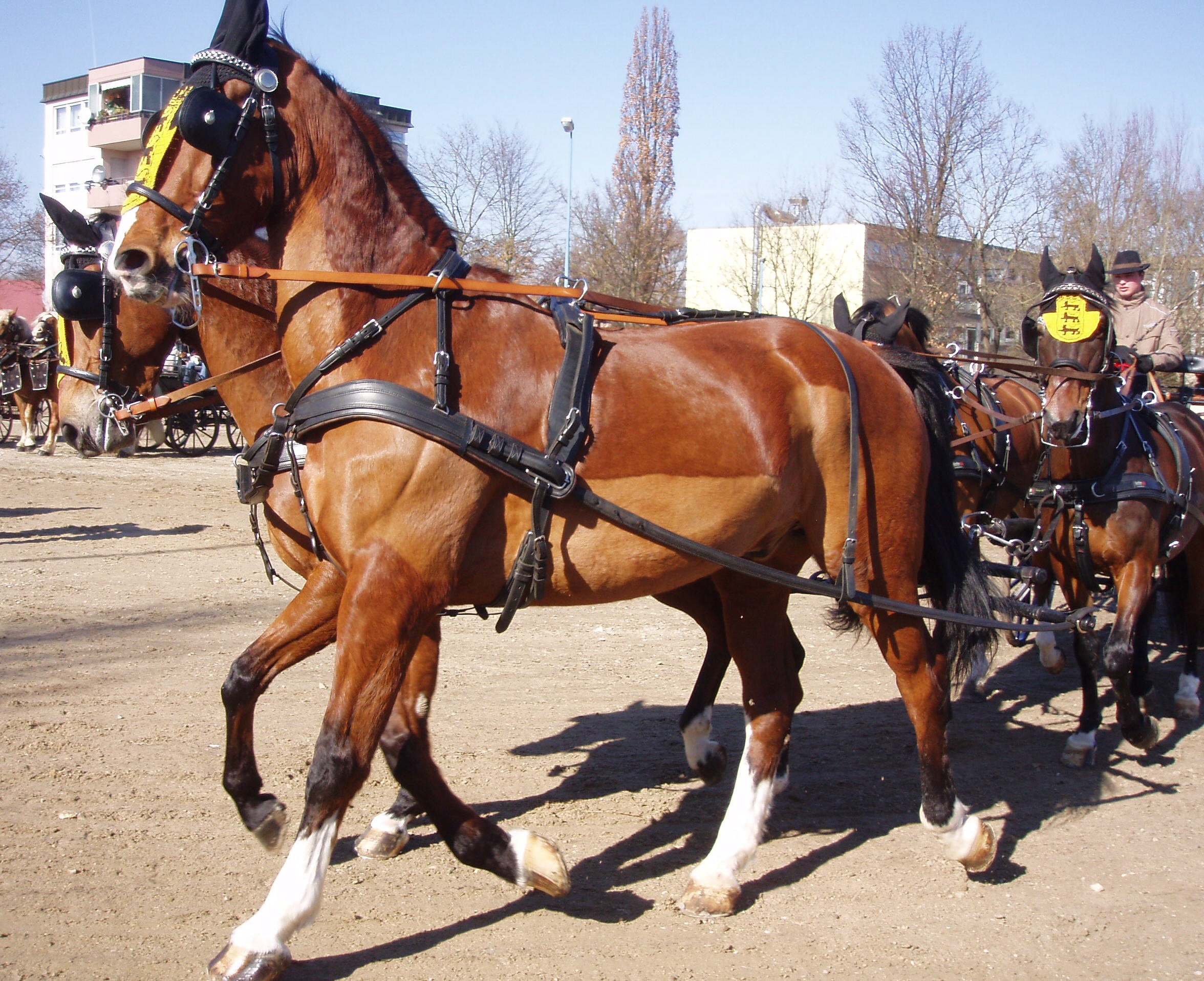
Gelderländer vor der Kutsche

Der Gelderländer ist ein schweres Warmblut-Kutschpferd durchschnittlicher Größe. Es tritt meist als Fuchs oder Brauner mit großflächigen Abzeichen auf. Das Stockmaß liegt um 165 cm.

## Mechanik

### Spring- und Dressuurpaarden
Schritt und Trab sind energisch und raumgreifend und zeigen einen guten Hinterhandantritt. Der Galopp ist hinsichtlich Raumgriff und Elastizität zu bemängeln. Durch Selektion auf gewisse Exterieurmerkmale (insbesondere kurzer Rücken) gingen die Springanlagen stark zurück.

### Tuigpaard
Das Tuigpaard besitzt einen kurzen und nicht immer taktreinen Schritt, einen extrem hohen Trab mit Tendenz zum Bügeln und einen unelastischen, wenig ergiebigen Galopp.

### Gelderländer
Der Schritt des Gelderländers ist fordernd und raumgreifend, der hohe Trab elegant, aber mit mangelndem Hinterhandantritt, der Galopp etwas schwerfällig. Die Springanlagen sind relativ gut.

## Interieur
Das KWPN gilt als lebhaft, motiviert, freundlich und unerschrocken.

## Zuchtziele

### Springpaarden

#### Exterieur
Angestrebt wird ein proportional und langgestreckt gebautes Rechteckpferd, das eine besondere Ausstrahlung besitzt, mit einem langen, gebogenem Hals mit gut bemuskelter Oberlinie. Sowohl Rücken als auch Lende sollen muskulös und kräftig gebaut sein. Des Weiteren wird ein korrekt gestelltes, belastbares Fundament angestrebt.

#### Mechanik
Das ideale KWPN-Springpferd zeigt einen taktreinen, aktiven, geschmeidigen und kraftvollen Schritt. Der Trab soll dieselben Eigenschaften wie der Schritt und zusätzlich Leichtfüßigkeit und Balance besitzen. Im Galopp werden Balance, Leichtfüßigkeit und Versammlung erstrebt. Das Pferd soll die Galoppsprünge leicht verlängern und verkürzen können, dabei aber Rhythmus, Gleichgewicht, Körperhaltung und den Bewegungsfluss beibehalten.

#### Springen
Anvisiert ist, dass das Springpaarden sich vor dem Hindernis im letzten Galoppsprung gut versammeln kann, denn wenn die Hintergliedmaßen weit unter den Körperschwerpunkt treten, ist ein kraftvoller, schneller Absprung möglich. Der Widerrist soll während des Absprungs aufwärts kommen, damit er in der Mitte der Sprungphase den höchsten Punkt bildet. Hinsichtlich der Bascule soll das Pferd den Hals über dem Sprung absenken, so dass der Rumpf der Richtung des Halses folgt, außerdem soll es die Hinterhand über der Hürde öffnen. Der Unterarm soll weit angezogen werden (kein "Hängebein"). Es soll Athletik, Geschmeidigkeit und Leichtfüßigkeit demonstrieren und sorgfältig, effizient und kraftvoll springen.

#### Charakter
Das KWPN-Springpferd soll sich kooperativ, fleißig und ehrlich verhalten, und schnell die Hilfen des Reiters umsetzen. Es soll Mut, Leistungswillen und Intelligenz demonstrieren, aber dennoch leicht handzuhaben sein. Hindernisse sollen richtig eingeschätzt werden.

### Dressuurpaarden

#### Exterieur
Das KWPN-Dressurpferd wird als bergauf konstruiertes, proportional, aber langgestreckt gebautes Rechteckpferd mit leichtem Genick, aufwärts gerichtetem, langem Hals mit wohlbemuskelter und - gekrümmter Oberlinie, kräftiger und muskulöser Rücken- und Lendenpartie sowie langen, korrekt gestellten und belastbaren Gliedmaßen und Ausstrahlung gewünscht.

#### Mechanik
Der Schritt des Dressuurpaarden wird aktiv und als reiner Viertakt mit Geschmeidigkeit und Kraft gewünscht. Ein taktreiner, ausbalancierter und tragkräftiger, aktiver Trab mit Kraft, Geschmeidigkeit und Körperhaltung wird angestrebt. Der taktrein und aktiv gewünschte Galopp zeigt Geschmeidigkeit, Balance, Körperhaltung und Kraft. Es ist in der Lage, seine Bewegungen leicht zu verlängern und zu verkürzen, ohne dass Rhythmus, Takt, Balance oder Körperhaltung darunter leiden. Es soll sich in allen Gangarten aufrichten, leichtfüßig bewegen können und einen guten Eigenantrieb zeigen.

#### Charakter
Der Charakter des KWPN-Dressurpferdes soll kooperativ, fleißig, ehrlich, intelligent und leistungswillig sein. Man soll es unkompliziert handhaben können, zudem soll das Pferd prompt auf die reiterlichen Hilfen reagieren.

### Tuigpaard
Das Zuchtziel des Tuigpaards ist - trotz großer äußerlicher Unterschiede (siehe "Exterieur") - mit dem des KWPN-Dressurpferdes nahezu identisch. Lediglich beim Bewegungsablauf unterscheiden sich die Zuchtziele.
Der Tuiger soll einen Schritt in reinem Viertakt und einen aktiv, ausbalanciert, federnd und leichtfüßig gewünschten Trab mit Geschmeidigkeit und Kraft besitzen. Im Trab soll er sein Hinterbein aktiv einsetzen, Hankenbeugung zeigen, und mit der Hinterhand weit unter den Schwerpunkt treten (sich versammeln), damit er die Vorhand aufrichtet.
Das Tuigpaard wird im Galopp nicht beurteilt, weshalb der Trab in der Bewegung stärker gewichtet wird.

### Gelderländer

#### Exterieur
Angestrebt wird ein proportional gebautes, bergauf konstruiertes Rechteckpferd, das Substanz, Eleganz und Ausstrahlung besitzt, mit einer kräftigen Vorhand, sowie einem korrekten, solidem Fundament mit viel Knochenstärke.

#### Mechanik
Der Schritt wird taktrein, aktiv, ausdrucksstark und geschmeidig gewünscht, der Trag taktrein, aktiv, geschmeidig und ausbalanciert, mit kraftvollen Bewegungen, Knieaktion, Tragkraft und Hinterhandantrieb erwünscht. Erbeten ist ein taktreiner Galopp mit Kraft, Balance und Körperhaltung. Der Gelderländer soll auf sich aufmerksam machen und eine gute Haltung besitzen.

#### Springen
Das Geldersche Pferd soll kraftvoll vom Boden und mit dem Widerrist aufwärts, sodass dieser in der Mitte der Sprungphase den höchsten Punkt bildet, abspringen. Es soll das Röhrbein eng an den Oberarm klappen und hinsichtlich der Bascule den Hals über dem Sprung abwärts bewegen, damit der Rumpf der Richtung des Halses folgt. Zudem soll es die Hinterhand öffnen und leichtfüßig landen, des Weiteren auch vorsichtig, effizient und mit großer Bereitschaft springen.

#### Charakter
Der Gelderländer soll willig und leicht handzuhaben sein und Zuverlässigkeit und Ehrlichkeit besitzen.

## Zuchtgeschichte
Mitte des 20. Jahrhunderts gab es die ersten KWPN-Pferde, die Niederländischen Warmblüter sind somit noch eine sehr junge Rasse. Sie entstanden aus den bereits bestehenden niederländischen Pferderassen Groninger und Gelderländer. Zusätzlich wurden auch immer wieder Vollblüter eingekreuzt. Noch heute haben die meisten KWPN-Pferde einen hohen Vollblutanteil. Der etwas schwerere Groninger trug dazu bei, dass sich die heutigen KWPN-Pferde durch große Kraft auszeichnen und sich somit auch sehr gut als Fahrpferde eignen. Der leichter gebaute Gelderländer verlieh dem KWPN-Pferd Springvermögen und Leichtigkeit. Schließlich entstand ein Allround-Sportpferd, das sehr widerstandsfähig ist und über hervorragende Eigenschaften verfügt. Das Springvermögen dieser Pferde und die raumgreifenden Gänge machen die noch sehr junge Rasse zu einem sehr beliebten Sportpferd für viele Sparten des Pferdesports (Springen, Dressur, Vielseitigkeit, Fahren). Das KWPN-Pferd gewinnt auch in den USA zunehmend an Beliebtheit. Allgemein gelten KWPN-Pferde auch als sehr robust in Bezug auf Verletzungen.

### Berühmte Rassevertreter
Einer der berühmtesten Vererber ist Nimmerdor, der aufgrund seiner internationalen Erfolge für den Springwettbewerb der Olympischen Sommerspiele 1984 in Los Angeles vorgesehen war. Seine Besitzer entschieden sich allerdings gegen seine Teilnahme und für seinen Einsatz als Deckhengst. Nimmerdor starb im Jahr 2003 im Alter von 31 Jahren.
Das teuerste Dressurpferd aller Zeiten war das KWPN-Pferd Totilas. Es wurde bis 2015 sowohl in Turnieren als auch danach weiterhin in der Zucht eingesetzt.

### Zuchtrichtungen
Es gibt vier Zuchtrichtungen des KWPN:
- Springpferd (Springpaarden)
- Dressurpferd (Dressuurpaarden)
- leichtes Zugpferd (Tuigpaarden)
- Gelderländer (Gelderse paarden)[8]